# 橘咲良
橘 咲良（たちばな さくら、1993年9月26日 - ）は、日本の元AV女優、ヌードモデル。
神奈川県川崎市出身、Mine'S所属。

## 略歴
伊藤りな名義で2012年4月にグラビアデビュー。同年7月に初イメージDVDをリリース。2作品目の発売前の9月のインタビューで、今後は女優や歌手などをやりたいと発言していた。同年12月にエスワンよりAVデビュー。
AVデビュー前は、秋葉原のムーランで話題作りの為スタッフとして一時的に働いていた。
2014年7月、セガのゲーム「龍が如く」のキャラクター出演をかけたポルノ女優人気投票にエントリーし、24位に選出された。
2016年4月15日、「橘咲良（たちばな さくら）」に改名し活動していくことを自身のブログで発表。
2017年、あいかりん、芹野莉奈（せりの・りな）、さぁちむを含めた4人からなるダンサーユニット「FxxkingRabbit（ファッキングラビッツ）」を結成し、2018年にユーロビート曲「イイ波のってん☆NIGHT」がヒット。同曲歌詞のワンフレーズ『いい波のってんね～』は「2018年ギャル流行語大賞」1位に選出された。
同年12月31日年からはキングラビッツとしてユニット名を変更して活動。2021年12月31日をもってキングラビッツ解散。
2023年6月18日、埼玉県・大門上池調節池広場で行われたカスタムカーイベント「NS ROUNDER Vol.14 SAITAMA」にクイーンカジノガールとして内田瑞穂、小坂田純奈らと出演した。

## 作品

### イメージDVD
2012年
- ALL NUDE（7月25日、Air control）
- 裸神（9月25日、Air control）

### アダルトDVD
2012年
- 新人NO.1 STYLE 未成年ヌードルAVデビュー（12月7日、エスワン）

2013年
- 未成年ヌードル 萌コス4本番（1月7日、エスワン）
- 未成年 潮吹きイカセFUCK（2月7日、エスワン）
- バコバコ風俗NO.1指名 4時間スペシャル（3月7日、エスワン）
- 交わる体液、濃密セックス（4月7日、エスワン）
- いいなり性玩具（5月19日、エスワン）
- 催眠近親相姦 父親に操られた女子大生（6月19日、エスワン）
- 伊藤りなのSEXYチャンネル（7月19日、エスワン）
- 犯された女子高生 学園に潜む鬼畜輪姦サークル（8月19日、エスワン）
- 外でエッチしよう♥（9月19日、エスワン）
- 初めてのマン毛剃り（10月19日、エスワン）
- 接客中に美脚を震わせながら感じまくる夜のバイト娘 〜キャバクラ・ガールズバー〜（11月9日、ナチュラルハイ）
- 「『AVを見て興奮するわけないじゃん』と言って平然としていた姉が…僕が風呂に入っていると間違えたフリして入ってきた」 VOL.2（11月9日、DANDY）
- もう性欲の枯れたしがない清掃員と思ったオヤジに突然勃起した巨チンを見せつけられて…（11月12日、DOC）
- 夫への不満の当てつけに義弟の巨根を欲しがるSEXレス妻（12月3日、DOC）
- 汚したくなるFカップ美少女（12月13日、無垢）
- 接客中に顔を紅潮させながら感じまくるバイト娘 7 1名増量 5店舗SP 〜居酒屋、カフェ、スポーツショップ、雑貨屋、アクアショップ〜（12月19日、ナチュラルハイ）
- 美少女即ハメ白書 19（12月20日、ソクハメラボ）
- オジサンと女子高生のドロドロ濃厚中出し性交（12月25日、本中）

2014年
- 伊藤りな エスワン 8時間コンプリートBEST（1月19日、エスワン）※総集編
- 絶対に感じてはいけない病院24時間 2（4月24日、ATOM）

2015年
- 勃起不全・短小・包茎 ナースのお仕事（1月5日、フリーダム）
- 罵倒地獄番外編 センズリを馬鹿にする女（1月5日、フリーダム）
- マスターベーションインストラクション 4-Jerk Off Instruction-職業コスJOIイイ女スペシャル（1月8日、ROCKET）
- 本気で感じるディルドオナニー Vol.3（1月21日、虎堂）
- コタツでくつろぐ兄貴の彼女とバレないようにやっちゃった俺（1月22日、アキノリ）
- 戦場のミリくぱぁ（2月5日、ROCKET）
- 真正中出しインモラルゲーム（2月6日、モブスターズ）
- リクルート女子大生の蒸れた脚（3月5日、フリーダム）
- 新足裏 生足とストッキングの足裏 Vol.3（3月5日、フリーダム）
- マセガキいたずらマッサージ 母性本能をくすぐられおっぱい・マ○コに連続発射させてくれた巨乳保母さん（3月15日、ピーターズ）
- 効果絶大!!利尿効果のある媚薬をお茶とお菓子に巧みに仕込まれ異常にもよおす尿意に、我慢出来ずに放射状おもらしの大醜態っ!!美人モデル豹変のアクメ失禁オイルマッサージ 2（4月10日、LEO）
- 新 サイバー戦隊ジャスティオン ホワイトバニー（5月8日、GIGA）
- 噂のJKマンこきエステ!!（5月9日、GARCON）
- 超ドアップでおま○こ＊アナルくぱあ～ 私だけを見てみてオナニー 絶頂イキまくり4時間10人（5月15日、プリモ）
- 「あなたがイクまでずっと見てる。」いろんな場所で14人の美女たちがしてくれる極上ベロフェラ!（5月22日、TMA）

## 書籍

### 雑誌
- 週刊大衆ヴィーナス5月20日号（2012年4月20日、双葉社） - 表紙・袋とじグラビア

### 写真集
- Diary（2012年6月1日、双葉社） - 写真：樂滿直城 ISBN 9784575304336

## 出演

### テレビ
- ランク王国（2012年9月23日、TBSテレビ）入浴剤ランキングでの入浴シーンで出演
- せんべろ女とホルモンおやじ#10(2013年11月22日、フジテレビONE)
- じっくり聞いタロウ（2019年2月8日、テレビ東京）[10]

### ウェブテレビ
- 全日本パリピ女子選手権ハロウィンスペシャル（2018年10月31日、AbemaTV）

### WEBグラビア
- デジグラ
- GRAPHIS

## ゲーム
- 龍が如く0 誓いの場所(PlayStation 4・PlayStation 3)（2015年3月12日、セガ）トイレの落書き女・りな役